# Rola-de-banda-grená
Rola-de-banda-grená, rolinha-coaxante ou rolinha-de-bico-dourado (Columbina cruziana) é uma espécie de ave da família Columbidae.
Pode ser encontrada nos seguintes países: Chile, Equador e Peru.
Os seus habitats naturais são: matagal árido tropical ou subtropical, matagal húmido tropical ou subtropical, matagal tropical ou subtropical de alta altitude e florestas secundárias altamente degradadas.